# Ashton Moio
Ashton Moio (Californië, Verenigde Staten 20 april 1992) is een Amerikaanse acteur, stuntman en een vechtkunst-acteur. Hij staat bekend voor zijn rol als Rico in de ABC Family show, Twisted. Ook speelde hij in The Hunger Games als mannelijk tribuut van District 6.

## Filmografie
| Jaar | Titel                                          | Rol                               | N.B          |
| ---- | ---------------------------------------------- | --------------------------------- | ------------ |
| 2006 | Zoom                                           | Pestkop                           |              |
| 2010 | Let Me In                                      | Lanky Kid                         |              |
| 2011 | Rosewood Lane                                  | Kid Hawthorne                     |              |
| 2011 | In Our Hands                                   | Skater                            | Korte film   |
| 2012 | The Hunger Games                               | Jason (District 6 tribuut jongen) | Stunt rol    |
| 2012 | The World Is Watching: Making the Hunger Games | Zichzelf                          | Documentaire |
| 2012 | The 4 to 9ers                                  | Mark                              |              |
| 2015 | Insidious: Chapter 3                           | Hector                            |              |
| 2015 | Jimmy's Pickle                                 | Yard Sale Shopper 1               |              |